# Академическая (станция метро, Казань)

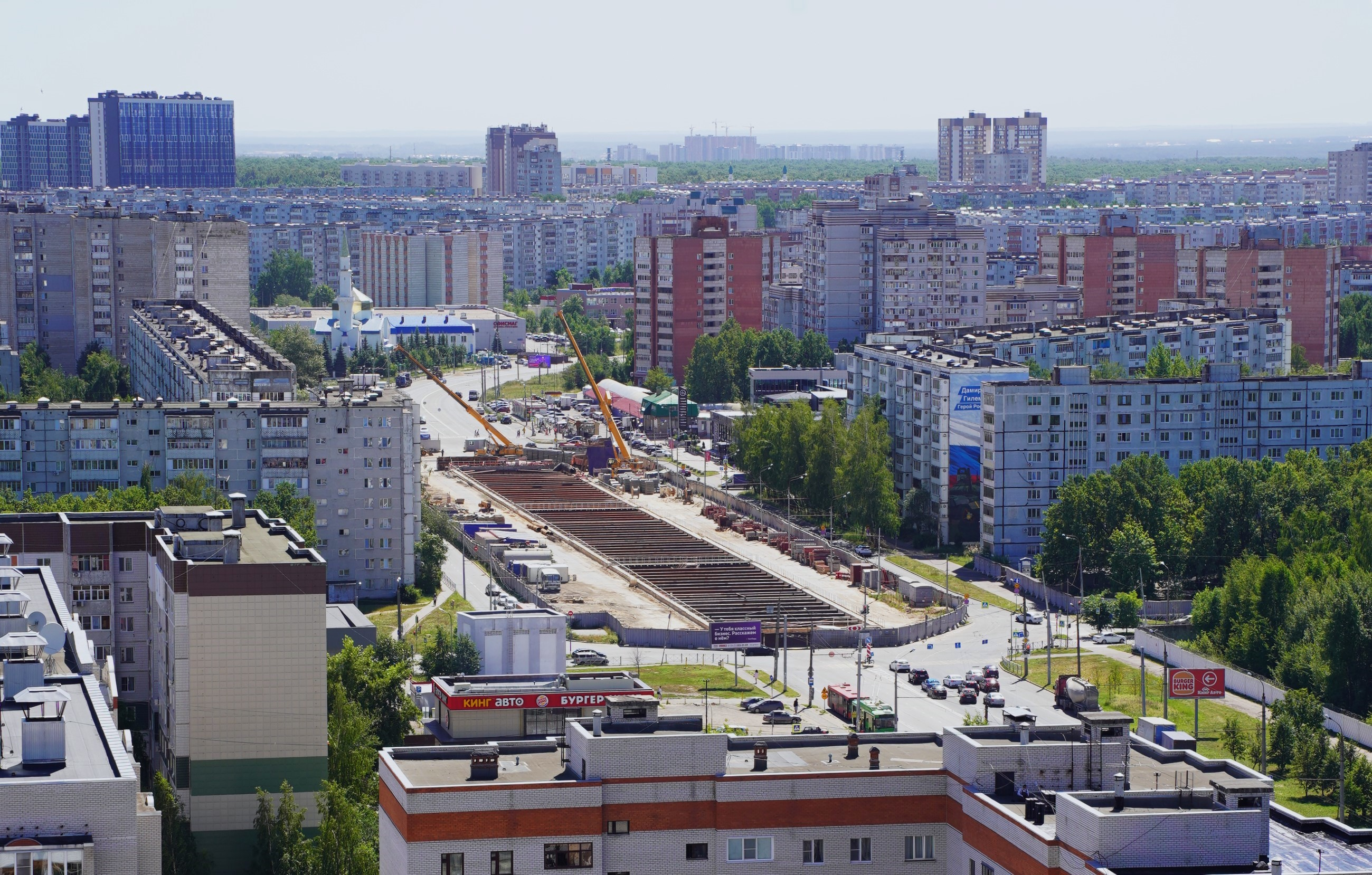
Строительство станции, 2024 год

«Академическая» — строящаяся станция первого пускового участка Второй линии Казанского метрополитена. Планируемая дата открытия — 2027 год. Станция имела проектное название «10-й микрорайон» из-за близости к одноимённой остановке общественного транспорта, однако после городского голосования была переименована в «Академическую» в честь Академика Завойского, имя которого носит близлежащая улица.

## Описание
Станция строится и будет расположена на пересечении улиц Юлиуса Фучика и Академика Завойского. Станция будет построена колонного типа, мелкого заложения с эскалаторами. Станция будет иметь два подземных вестибюля с кассовыми залами и 4 лестничных спуска.
В оформлении интерьера станции будет реализован победивший в конкурсе проект «Ткань познания» Алисы Силантьевой из Москвы. По задумке автора, эскизы станции отражают экспериментальность и напоминают о научной деятельности академика Завойского. Так, одной из особенностей проекта стал дизайн, напоминающий устройство реактора, — использованы панели с круглыми отверстиями, покрывающие поверхности станции.

## Строительство
Работы по выносу коммуникаций начались в третьем квартале 2020 года. Окончание работ датировано четвёртым кварталом 2022 года. По состоянию на октябрь 2021 года, продолжаются работы по выносу коммуникаций, и ведётся строительство правой объездной дороги с переключением троллейбусной линии и линии освещения.
8 июля 2020 года Ростехнадзор потребовал приостановить строительство второй линии метро из-за отсутствия разрешения на строительство.
21 июня 2021 года — станции было дано рабочее название «10-й микрорайон».
9 июня 2022 года станции было присвоено название «Академическая». Название вызвало некоторое недовольство казанцев, которые посчитали, что название никак не поможет в ориентировании на местности и возможно вызовет некоторую путаницу.
17 июня 2022 года в результате всероссийского конкурса лучшим концептуальным решением станции «Академической» стал проект «Ткань познания» московского архитектора Алисы Силантьевой. Эскизы станции будут отражать экспериментальность и напоминать о научной деятельности академика Евгения Завойского.
14 сентября 2022 года началась проходка правого перегонного тоннеля от станции «Зилант» до станции «Академическая». Президент Татарстана Рустам Минниханов и мэр Казани Ильсур Метшин приняли участие в запуске тоннелепроходческого комплекса «Айсылу».
26 ноября 2022 года огородили территорию от остановки «10-й микрорайон» до остановки «Академика Завойского» включительно.
21 апреля 2023 года щит вышел в котлован станции, длина правого перегонного тоннеля 870 метров.
11 февраля 2025 года погиб рабочий.